# أبو القاسم القشيري
عبد الكريم بن هوازن بن عبد الملك بن طلحة أبو القاسم القشيري (376 - 465 هـ) إمام الصوفية، وصاحب الرسالة القشيرية في علم التصوف، ومن كبار العلماء في الفقه والتفسير والحديث والأصول والأدب والشعر، الملقب بـ «زين الإسلام».

## مولده ونشأته
ولد القشيري بقرية تدعى «أستواءة» من قرى نيسابور في ربيع الأول من سنة 376 هـوقيل سنة 375. توفي أبوه وهو طفل صغير وبقي في كنف أمه إلى أن تعلم الأدب، والعربية، ثم رحل بعد ذلك من «أستواءة» إلى نيسابور قاصدا تعلم ما يكفيه من طرق الحساب لحماية أهل قريته من ظلم عمال الخراج. فكانت هذه الرحلة تعبر في جوهرها عن أهم حلقات الآثار النفسية التي ترسبت في شخصية القشيري، والتي اتضحت فيما بعد في مواقفه أمام السلطة الزمنية.

## رحلته العلمية
وأثناء هذه الرحلة حضر حلقة الإمام الصوفي الشهير بأبي علي الدقاق (توفي 406 هـ) وكان لسان عصره في التصوف، وعلوم الشريعة، فقبل القشيري في حلقته
بشرط أن يكتسب الشريعة، ويتقن علومها. وهذا ما يفسر دعوة القشيري في مشروعه الإصلاحي إلى الملازمة بين علوم الشريعة والتصوف. وقد قبل هذا الشرط وعكف على دراسة الفقه عند أئمته. ولما انتهى منه حضر عند الإمام أبي بكر بن فورك (توفي 406 هـ) ليتعلم الأصول. فبرع في الفقه والأصول معا، وصار من أحسن تلاميذته ضبطا، وسلوكا.
وبعد وفاة أبي بكر اختلف إلى الأستاذ أبي إسحاق الإسفراييني (توفي 418 هـ)، وقعد يسمع جميع دروسه، وبعد أيام، قال له الأستاذ: هذا العلم لا يحصل بالسماع، فأعاد عليه ما سمعه منه، فقال له: لست تحتاج إلى دروسي بل يكفيك أن تطالع مصنفاتي، وتنظر في طريقتي وإن أشكل عليك شيء طالعتني به: ففعل ذلك وجمع بين طريقته وطريقة ابن فورك.
ثم نظر في كتب القاضي أبي بكر بن الطيب الباقلاني، وبذلك صار القشيري بارعا في الفقه، والأصول مما دفع بالجويني إمام الحرمين أن يصاحبه، ويحج معه رفقة أبي بكر البيهقي. ولم يقتصر القشيري على الفقه والأصول، بل كان متحققا في علم الكلام ومفسرا، متفننا نحويا ولغويا، أديبا كاتبا شاعرا، شجاعا بطلا، له في الفروسية واستعمال السلاح الآثار الجميلة.
وهكذا حقق الإمام القشيري ما طلبه منه أستاذه «الدقاق» في تحصيل علوم الشريعة. كل ذلك وهو يحضر حلقات أستاذه «الدقاق» في التصوف والمباحث النفسانية إلى أن رأى فيه قبسا من النبوغ، والعطاء فزوجه كريمته ومات أبو علي الدقاق وهو في غاية الاطمئنان على محاضرات التصوف بين يدي تلميذه الذي أجمع أهل عصره على أنه سيد زمانه، وقدوة وقته، وبركة المسلمين في ذلك العصر. وعندما نال القشيري هذه الشهادة أصبح أستاذ خراسان بدون منازع.

## مؤلفاته
صنف القشيري العديد من الكتب والرسائل، غير أن مصادر التاريخ تذكر أن أغلب مصنفاته فقدت، ومن أهمها:
- الرسالة القشيرية في التصوف.
- لطائف الإشارات، تفسير للقرآن الكريم في ست مجلدات.
- كتاب القلوب الصغير، والكبير.
- شكاية أحكام السماع.
- شكاية أهل السنة.
- ناسخ الحديث ومنسوخه.
- ديوان شعر.
- القصيدة الصوفية.
- الحقائق والرقائق، مخطوط بمكتبة جيستر بيتي (دبلن) أيرلندة رقم 3052.
- فتوى محررة في ذي القعدة سنة 436 هجرية أوردها السبكي في طبقاته الجزء الثالث.
- آداب الصوفية، مفقود.
- كتاب الجواهر، مفقود
- كتاب المناجاة، مفقود.
- رسالة ترتيب السلوك، ظهرت مترجمة بالألمانية سنة 1962 م بقلم فرتزماير Fritz Meier بمجلة Oriens. وتوجد مخطوطة بالخزانة الملكية بالرباط.
- بُلغة القاصد.
- منثور الخطاب في مشهور الأبواب. مخطوط بالخزانة الملكية بالرباط.
- المنشور في الكلام على أبواب التصوف. مخطوط بالخزانة الملكية بالرباط.
- عيون الأجوبة في أصول الأسئلة. مفقود.
- شرح أسماء الله الحسنى، أو التحبير في التذكير.

## وفاته
توفي القشيري سنة 465 هـ.

### استشهادات
1. ↑  "Кушайри Абд аль-Карим". Али-заде, А. А., Исламский энциклопедический словарь. М., 2007. (بالروسية): 445. 2007. QID:Q80221447.
2. 1 2 3 4  AA.VV. (1986)، Encyclopédie de l’Islam (بالفرنسية والإنجليزية والألمانية والعربية)، ص. 526، QID:Q1145236
3. ↑  Sabine Schmidtke (3 Mar 2014). "The Oxford Handbook of Islamic Theology". Oxford handbooks (بالإنجليزية). Oxford University Press. DOI:10.1093/OXFORDHB/9780199696703.001.0001. QID:Q60895458.
4. ↑  Abdel Rahman Badawi (1972). "Histoire de la philosophie en Islam". Études de Philosophie Médiévale (بالفرنسية). Paris: Librairie philosophique J. Vrin. 60: 343. ISSN:0249-7921. OCLC:615476969. QID:Q111630476.
5. ↑  Ehsan Yarshater, ed. (1982), Encyclopædia Iranica (بالإنجليزية), United States: Columbia University, ISSN:2330-4804, OCLC:59605200, QID:Q1139550
6. ↑  AA.VV. (1913)، Encyclopédie de l’Islam (بالفرنسية والإنجليزية والألمانية والعربية)، ج. 5، ص. 526، QID:Q1145236
7. ↑  "Session 9: Tasawwuf, Selections from al-Qushayri's al-Risala al-Qushayriyya". جامعة لاهور للعلوم الإدارية  [لغات أخرى]‏. مؤرشف من الأصل في 2017-03-26. اطلع عليه بتاريخ 2013-02-26.{{استشهاد ويب}}:  صيانة الاستشهاد: علامات ترقيم زائدة (link)
8. ↑  Knysh، Alexander (2007). Al-Qushayri’s Epistle on Sufism (PDF). Reading UK: Garnet Publishing Limited. ص. xxi. ISBN:978-1-85964-185-9. مؤرشف من الأصل (PDF) في 2018-07-12.
9. ↑  Spevack، Aaron (2014). The Archetypal Sunni Scholar: Law, Theology, and Mysticism in the Synthesis of Al-Bajuri. State University of New York Press. ص. 73. ISBN:143845371X.
10. ↑  "إسلام ويب - سير أعلام النبلاء - الطبقة الرابعة والعشرون - القشيري- الجزء رقم18". islamweb.net. مؤرشف من الأصل في 2020-11-12. اطلع عليه بتاريخ 2021-10-17.
11. ↑  ابن الملقن. طبقات الأولياء. ص. 258.

## روابط خارجية
- أبو القاسم القشيري على موقع الموسوعة البريطانية (الإنجليزية)